# La casa del tappeto giallo
Pour plus de détails, voir Fiche technique et Distribution.
La casa del tappeto giallo est un giallo italien réalisé par Carlo Lizzani, sorti en 1983, avec Erland Josephson, Béatrice Romand, Vittorio Mezzogiorno et Milena Vukotic dans les rôles principaux. Il s'agit d'une adaptation de la pièce de théâtre Teatro a domicilio du dramaturge Aldo Selleri.

## Synopsis
Victime de cauchemars et de visions, Franca (Béatrice Romand) est victime d'une sombre machination imaginée par son époux, Antonio (Vittorio Mezzogiorno), dans le but de la guérir. Elle rencontre ainsi un étrange personnage, le professeur (Erland Josephson).

## Fiche technique
- Titre : La casa del tappeto giallo
- Réalisation : Carlo Lizzani
- Scénario : Filiberto Bandini et Lucio Battistrada d'après la pièce de théâtre Teatro a domicilio d'Aldo Selleri
- Photographie : Giuliano Giustini
- Montage : Angela Cipriani
- Musique : Stelvio Cipriani
- Costumes : Pamela Aicardi et Lina Nerli Taviani
- Décors : Livia Borgognoni
- Producteur : Filiberto Bandini et Renzo Rossellini
- Société de production : R.P.A. Cinematografica et RAI Radiotelevisione Italiana
- Pays d'origine :  Italie
- Langage : Italien
- Format : Couleur
- Genre : Drame et giallo
- Durée : 89 minutes
- Dates de sortie :
  - France : 17 mai 1983 (Festival de Cannes 1983)
  - Italie : juillet 1983 (MystFest)
  - Italie : 9 septembre 1983

## Distribution
- Erland Josephson : le professeur
- Béatrice Romand : Franca
- Vittorio Mezzogiorno : Antonio
- Milena Vukotic : la psychiatre

## À noter
- Il s'agit d'une adaptation de la pièce de théâtre Teatro a domicilio du dramaturge Aldo Selleri.
- Ce film a été présenté en France lors de la Quinzaine des réalisateurs du festival de Cannes 1983 puis en Italie lors du festival MystFest, avant sa sortie au cinéma.

## Récompenses et distinctions
- MystFest : nomination au meilleur film en 1983.